# Puma (компания)
Puma SE — промышленная компания Германии, специализирующаяся на выпуске спортивной обуви, одежды и инвентаря под торговой маркой Puma.

## История
Вскоре после Первой мировой войны, в начале 1920-х годов, Дасслеры на семейном совете решили организовать семейное дело — пошив обуви. Первой продукцией семьи Дасслер были домашние тапочки и ортопедическая обувь для тренировок спортсменов-инвалидов (которых было много после войны). Материалом для них служило списанное военное обмундирование, а подошвы вырезали из старых автомобильных покрышек. Основную роль в этом семейном предприятии играли братья Адольф (Ади) и Рудольф (Руди) Дасслеры, в 1924 году они официально зарегистрировали «Обувную фабрику братьев Дасслер» («Gebrüder Dassler»). Два брата с противоположными характерами дополняли друг друга — Адольф — спокойный и уравновешенный производитель, в то время, как Рудольф — активный и коммуникабельный продавец.
В 1925 году Адольф изобрёл и сшил первые в мире футбольные бутсы с шипами. Футбольная модель оказалась удобной и вместе с гимнастическими тапочками стала основной продукцией Дасслеров. Спрос на их обувь был столь велик, что в 1926 году они смогли построить фабрику, на которой работало 25 человек и которая выпускала до 100 пар обуви в день. В 1928 году шиповки братьев, разработанные вместе с Джозефом Вайтцером, получают патент немецкого бюро.
На летних олимпийских играх 1928 года в Амстердаме обувь братьев впервые появляется на крупных спортивных соревнованиях. На Олимпиаде 1932 года в Лос-Анджелесе немец Артур Йонат, выступая в обуви «Дасслер», стал третьим в беге на 100 метров. Это стало первым серьёзным успехом рекламной кампании, основанной на сотрудничестве со спортсменами.
После начала Второй мировой войны, несмотря на то, что оба брата Дасслер были убеждёнными членами нацистской партии, фабрики Дасслеров подверглись конфискации нацистами, а сами братья отправились на фронт. На одной из фабрик нацисты попытались наладить производство ручных противотанковых гранатомётов, однако фабричное оборудование было не приспособлено для такого производства, поэтому Адольфа вернули из армии через год — производить тренировочную обувь для немецких солдат.
Баварский городок Херцогенаурах попал в американскую зону оккупации. Рудольф попал в лагерь для военнопленных, фабрика Дасслеров поставляет в Соединённые Штаты 1000 хоккейных коньков по условиям контрибуции. В качестве компенсации за коньки она получает списанную амуницию армии США — палатки, старые бейсбольные перчатки и т. д. В 1946 году оккупация закончилась, Рудольф вернулся из лагеря для военнопленных. Семейное дело братьям пришлось поднимать почти с нуля. Обувь «Дасслер» опять производилась из остатков военной амуниции, а 47 наёмных работников получали зарплату товаром (дровами, пряжей и т. п.).

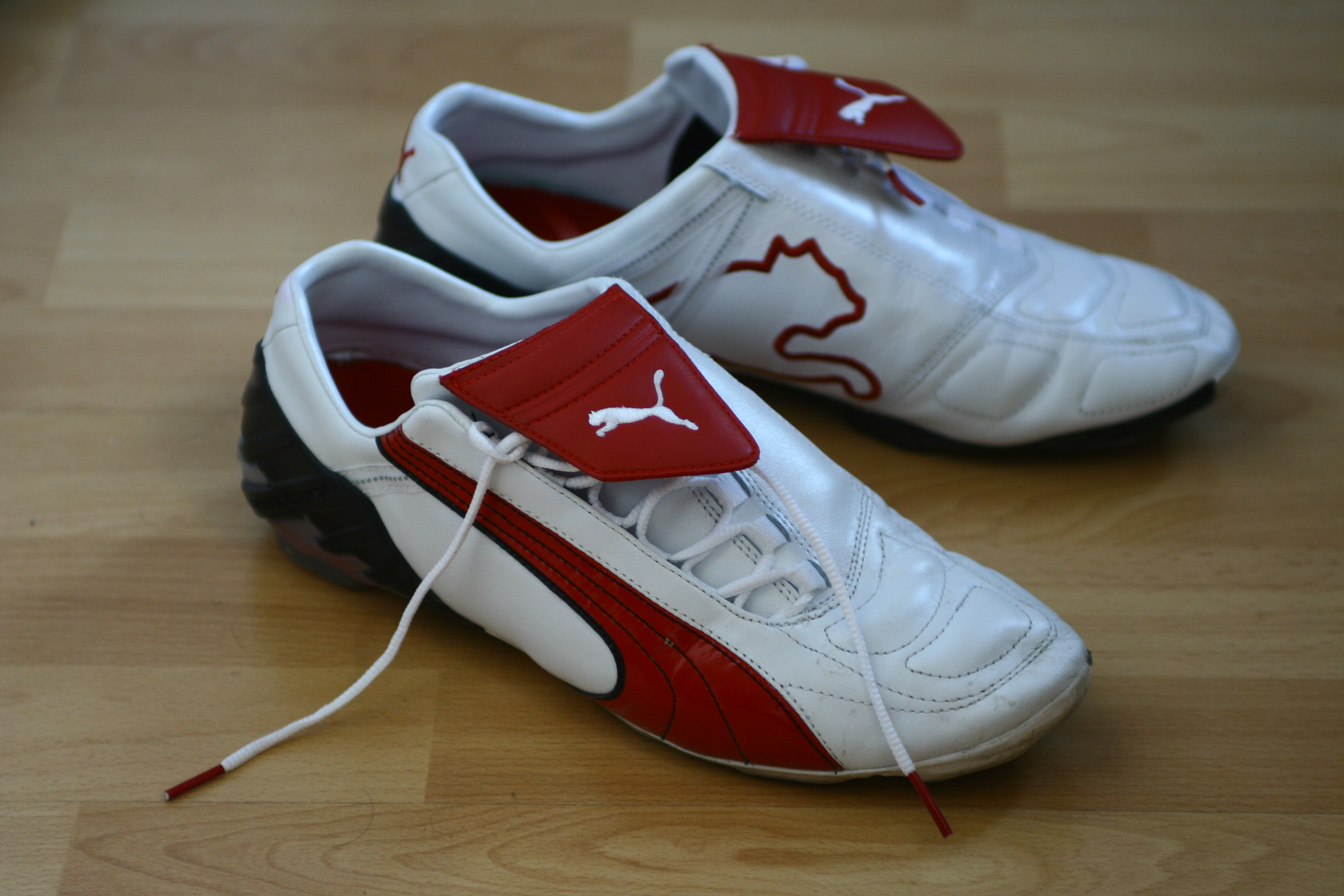
Кроссовки от Puma

Весной 1948 года, вскоре после смерти отца, братья расстались вследствие ссоры. Рудольф забрал себе новую фабрику, а Адольф — старую. Они условились не использовать название и символику семейного предприятия. Ади назвал свою фирму Adidas (сокращение от Ади Дасслер), а Руди свою — RuDa (от Rudolf Dassler). Но уже через несколько месяцев Ruda было переименовано в Puma. Так прекратил существование всемирно известный в то время бренд — Dassler. Сами братья до конца своих дней хранили молчание о причинах ссоры. Возможно, Руди так и не смог простить Ади, что после войны тот не попытался вызволить его из лагеря для военнопленных, используя знакомство с американскими офицерами. А может быть, они просто не смогли разделить наследство отца. В любом случае после развала семейного предприятия братья друг с другом не разговаривали (кроме как в суде), а Puma и Adidas стали самыми ожесточёнными конкурентами.
В 1950-х годах популярность Puma начала быстро расти: компания была поставщиком спортивной формы для олимпийской сборной США на олимпиадах 1952 и 1956 года, её бутсы предпочитал Пеле. К 1962 году продукция компании продавалась в 100 странах, к этому времени в Австрии было открыто первое зарубежное предприятие. В 1974 году Рудольф Дасслер умер, его во главе компании сменил сын Армин Дасслер. В 1986 году компания стала публичной, разместив свои акции на бирже, однако в 1991 году все её акции были выкуплены шведским конгломератом Proventus. Несмотря на большую популярность бренда, в начале 1990-х годов компания начала нести убытки из-за роста конкуренции. В надежде улучшить положение Puma начала ориентироваться на более дорогую ценовую категорию, но это привело лишь к сокращению доли на рынке.
В середине 1990-х годов компания вновь начала приносить прибыль благодаря успешным рекламным кампаниям, наиболее значительной из них была организация кубка по уличному футболу, который приводился с 1994 года в Германии, Франции, Гонконге и Японии. В 1996 году акции Puma вновь были размещены на бирже, крупнейшим акционером стала американская компания Monarchy/Regency. В конце десятилетия компания решила сосредоточиться на увеличении доли на рынке США, которая в 1997 году составляла всего 1 %. Для этого были заключены контракты на поставку экипировки для WTA и ряда других спортивных организаций, команд и спортсменов.
В 2007 году крупнейшим акционером компании стал французский конгломерат PPR (в 2013 году сменивший название на Kering). В 2010 году была куплена калифорнийская компания Cobra Golf, производитель клюшек для гольфа.

## Собственники и руководство
Крупнейший акционер Puma — французский предприниматель Франсуа-Анри Пино, ему непосредственно принадлежит 28 % акций, ещё 4 % через его компанию Kering. В свободном обращении находятся 67 % акций, рыночная капитализация по состоянию на октябрь 2023 года составляла 8,2 млрд евро.
- Элоиз Темпл-Бойер (Héloïse Temple-Boyer, род. 22 марта 1978 года) — председатель наблюдательного совета с мая 2022 года, также постоянный представитель в компании Kering и заместитель генерального директора в группе Artémis (обе принадлежат семье Пино).
- Арне Фройндт (Arne Freundt, род. в 1980 году) — главный исполнительный директор (CEO) с ноября 2022 года, в компании с 2011 года[7].

## Деятельность

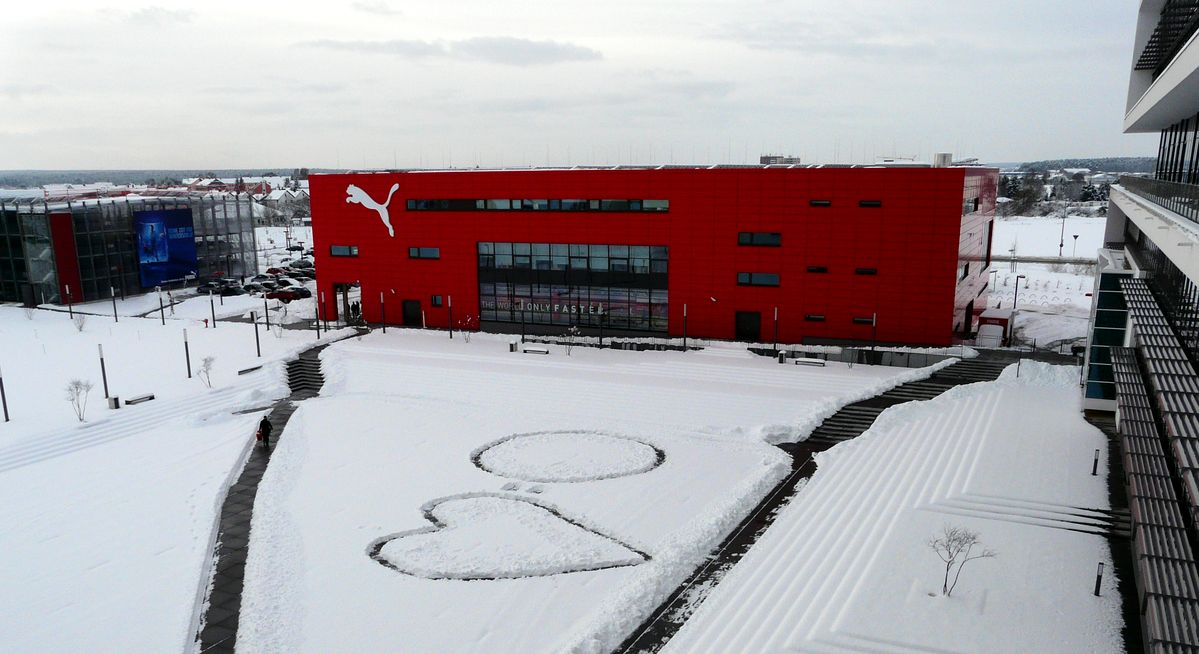
Здание компании в Херцогенаурахе, Бавария

Компания производит спортивную экипировку под торговыми марками Puma и Cobra Golf.
Производством одежды, обуви и спортивного инвентаря для Puma SE занимаются сторонние предприятия, большинство из них находятся в Азии, включая Китай (32 % объёма поставок), Вьетнам (30 %), Камбоджу (13 %), Бангладеш (12 %), Индонезию (4 %), Индию (3 %). По состоянию на конец 2022 года готовую продукцию выпускали 516 фабрик с 546 тыс. рабочих; ещё 128 фабрик с 82 тыс. рабочих поставляли материалы для производства. Около четверти продукции реализуется через собственную розничную сеть, остальное оптом продаётся другим торговым сетям.
Продажи в 2022 году составили 8,47 млрд евро, из них 51 % пришёлся на обувь, 34 % — на одежду, 15 % — на спортивный инвентарь. Географически продажи делятся на три региона: Америка (44 % выручки), Европа, Ближний Восток и Африка (37 % выручки), Азиатско-Тихоокеанский регион (20 % выручки).

## Рекламная и спонсорская деятельность
Puma известна своими крупными спонсорскими контрактами с известными спортсменами и спортивными командами, особенно в сфере футбола. Puma сотрудничает с такими футболистами, как Антуан Гризманн, Сеск Фабрегас, Марко Ройс, Марио Балотелли, Санти Касорла, Оливье Жиру, Бакари Санья, Неймар, Луис Суарес и другими. Puma подписывала спонсорские контракты с такими футбольными клубами как, «Милан», «Боруссия Дортмунд», «Валенсия», «Краснодар», «Шахтёр», «Манчестер Сити», «Елимай» и др., а также с сербской, швейцарской, австрийской, чешской, уругвайской, египетской, сенегальской, парагвайской, словацкой, кот-д’ивуарской национальными футбольными сборными.
На Олимпиаде 1996 года британский спринтер Линфорд Кристи «надел» на одну из пресс-конференций темно-синие контактные линзы с логотипом немецкого бренда.
В 2014 году компания подписала контракт с футбольным клубом «Арсенал» на 5 лет, по которому она заплатила 150 млн евро.
С 1 июля 2018 года Puma стала новым техническим спонсором «Милана», подписав первое соглашение с итальянским клубом сроком на 5 лет. От Puma красно-чёрные, с учётом возможных бонусов, получают больший объём выплат в сравнении с бывшим техническим партнёром «россонери» — Adidas.
Puma сотрудничает с такими киберспортивными организациями, как Natus Vincere и MOUZ.